# Lo Botant
Lo Botant és un indret destacat, però no gaire conegut, del terme municipal d'Abella de la Conca, al Pallars Jussà. Es tracta d'un salt d'aigua, sempre que les pluges ho permeten, però la major part de l'any roman sec.
Es tracta del pas que ha obert al llarg dels segles el Canal de Fontanet en un dels plegaments verticalitzats que formen la Serra de Carrànima, en el seu costat meridional. Es troba als Feixans de Miralles, poc abans que el canal esmentat s'aboqui en el barranc de Fonguera.
A prop seu, més cap a llevant, hi ha dos botants més: el de la Sadella i el de la Roca de Fonguera.

## Etimologia
El topònim deriva d'un dels significats del verb botar: tirar-se des d'una altura per caure de peus a un lloc més baix. Es tracta, doncs, d'un topònim romànic modern de caràcter descriptiu.